# Gerard Artigas
Gerard Artigas Fonullet (sinh ngày 10 tháng 1 năm 1995) là một cầu thủ bóng đá chuyên nghiệp người Tây Ban Nha thi đấu ở vị trí tiền đạo cho câu lạc bộ Nam Định.